# EGS-zs8-1
EGS-zs8-1 är en ljusblå galax i stjärnbilden Björnvaktaren. Den beräknas ligga 13,1 miljarder ljusår bort och var vid upptäckten 2015 det mest avlägsna och äldsta objektet astronomerna observerat i universum.  Färgen kommer sig av en stor stjärna som påverkat gasen i det tidiga universum. Galaxen uppskattas nu ligga ungefär 30 miljarder ljusår från jorden. Den tros ha bildats endast 670 miljoner år efter Big Bang. Ljuset som nu når oss uppskattas ha lämnat EGS-zs8-1 när galaxen var cirka 100 miljoner år gammal.
Galaxen är större än andra galaxer från universums tidiga era. Dess massa då det nu iakttagna ljuset lämnade galaxen har uppskattats till runt 15% av Vintergatans nuvarande massa, och EGS-zs8-1 tillverkade då stjärnor 80 gånger snabbare är nutidens Vintergata.
Galaxens ålder placerar den i återjoniseringen av Universum, eller den tid då vätgas mellan galaxerna började joniseras igen. Enligt galaxens upptäckare var EGS-zs8-1 och andra tidiga galaxer den drivande kraften bakom denna förändring.
År 2013 såg Pascal Oesch, astronom vid Yale, en oväntad ljus fläck då han tittade på några bilder från Rymdteleskopet Hubble. Han använde sedan Spitzerteleskopet för att bekräfta att han funnit ett objekt. Rödförskjutningsberäkningar gjordes med hjälp av Multi-Object Spectrometer for Infrared Exploration (MOSFIRE) vid Keck-observatoriet på Hawaii och bestämde med hjälp en rödförskjutning på z=7.730 objektets ålder.  Oesch och hans kollegor vid University of California, Santa Cruz offentliggjorde upptäckten som benämndes EGS-zs8-1, i maj 2015. Objektet slår det tidigare rekordet för äldsta upptäckt galax med runt 30 miljoner år.